# The Day Finger Pickers Took Over The World
The Day Finger Pickers Took Over the World es un álbum del músico Chet Atkins en colaboración con el guitarrista Tommy Emmanuel. Grabado cuando Chet tenía 73 años, este sería su último lanzamiento con material nuevo.
"Smokey Mountain Lullaby" fue nominada en 1997 a un Grammy por la mejor Interpretación Instrumental Country, pero no ganó.

## Lista de canciones
1. "Borsalino” (Bolling)
2. "To 'B' Or Not To 'B'" (Atkins, Goodrum)
3. "The Day Finger Pickers Took Over the World" (Atkins, Kaitz, Pomeroy)
4. "Tip Toe Through the Bluegrass" (Atkins)
5. "News From the Outback" (Atkins)
6. "Ode to Mel Bay" (Atkins, Denny, Granda)
7. "Dixie McGuire" (Emmanuel)
8. "Saltwater" (Lennon, Spiro)
9. "Mr. Guitar" (Emmanuel)
10. "Road To Gundagai/Waltzing Matilda" (Trad.)
11. "Smokey Mountain Lullaby" (Atkins)

## Personal
- Chet Atkins - guitarra
- Tommy Emmanuel - guitarra, bajo, brushes
- Paul Yandell - guitarra
- Johnny Gimble - fiddle
- Terry McMillan - conga, armónica, Jew's harp
- Clark Hagen - guitarra
- Giles Reeves - drums, bajo acústico

- Datos: Q1319239